# Patrick Bauchau
Patrick Nicolas Jean Sixte Ghislain Bauchau (Bruxelles, 6 dicembre 1938) è un attore belga.

## Biografia
Figlio dello scrittore Henry Bauchau, e di madre russa, Mary Kozyrev, frequenta l'Università di Oxford, laureandosi in lingue moderne e eccellendo nello studio di italiano, spagnolo, francese e inglese. Esordisce nel 1963 con il film La carriera di Suzanne; la sua padronanza delle lingue gli permette di recitare in film sia italiani, sia inglesi, sia francesi. Nel 1967 un ruolo da protagonista in La collezionista di Éric Rohmer. Nel 1982 appare in Lo stato delle cose di Wim Wenders, mentre nel 1984 è nel film Emmanuelle 4, in cui recita in lingua francese. Nel 1985 recita in Phenomena di Dario Argento, dove è l'ispettore di polizia Rudolph Geiger, che deve indagare su un misterioso assassino necrofilo. 
Acquista molta notorietà grazie alla serie TV Jarod il camaleonte, in cui interpreta uno psicanalista e partecipa a tutte le 4 stagioni della serie. È 
apparso anche in molte altre serie, fra cui La signora in giallo, Colombo e Alias.

## Filmografia

### Cinema
- La carriera di Suzanne (La carrière de Suzanne), regia di Éric Rohmer (1963)
- La collezionista (La collectionneuse), regia di Éric Rohmer (1967)
- Lo stato delle cose (Der Stand der Dinge), regia di Wim Wenders (1982)
- Prestami il rossetto (Coup de foudre), regia di Diane Kurys (1983)
- Emmanuelle 4 (Emmanuelle IV), regia di Francis Leroi e Iris Letans (1984)
- La femme publique, regia di Andrzej Żuławski (1984)
- Phenomena, regia di Dario Argento (1985)
- 007 - Bersaglio mobile (A View to a Kill), regia di John Glen (1985)
- Le Maître de musique, regia di Gérard Corbiau (1988)
- Sacrificio fatale (The Rapture), regia di Michael Tolkin (1991)
- Complicazioni nella notte, regia di Sandro Cecca (1992)
- New Age - Nuove tendenze (The New Age), regia di Michael Tolkin (1994)
- Lisbon Story, regia di Wim Wenders (1994)
- Sotto il segno del pericolo (Clear and Present Danger), regia di Phillip Noyce (1994)
- I magi randagi, regia di Sergio Citti (1996)
- La cellula (The Cell), regia di Tarsem Singh (2000)
- Secretary, regia di Steven Shainberg (2002)
- Panic Room, regia di David Fincher (2002)
- Carta vincente (Shade), regia di Damian Nieman (2003)
- Le cinque variazioni (De fem benspænd), regia di Lars von Trier – documentario (2003)
- Ray, regia di Taylor Hackford (2004)
- Promised Land, regia di Michael Beltrami (2004)
- Vampires 3: Il segreto di Sang (Vampires: The Turning), regia di Marty Weiss (2005)
- Karla, regia di Joel Bender (2006)
- Suzanne, regia di Viviane Candas (2006)
- Un seduttore in incognito (Boy Culture), regia di Q. Allan Brocka (2006)
- Ladrones, regia di Jaime Marques (2007)
- The Memory Thief, regia di Gil Kofman (2007)
- La velocità della luce, regia di Andrea Papini (2008)
- La possibilità di un'isola (La possibilité d'un île), regia di Michel Houellebecq (2008)
- Viaggio in paradiso (Get the Gringo), regia di Adrian Grunberg (2012)
- Amnesiac, regia di Michael Polish (2015)
- Ritorno alla vita (Every Thing Will Be Fine), regia di Wim Wenders (2015)
- Il prezzo dell'arte (Les traducteurs), regia di Régis Roinsard (2019)

### Televisione
- Colombo (Columbo) – serie TV, episodio 9x01 (1989)
- La signora in giallo (Murder, She Wrote) – serie TV, episodio 8x14 (1992)
- Progetto Eden (Earth 2) – serie TV, episodio 1x15 (1995)
- Jarod il camaleonte (The Pretender) – serie TV, 86 episodi (1996-2000)
- Il camaleonte assassino (The Pretender 2001), regia di Frederick King Keller – film TV (2001)
- Codice Matrix (Threat Matrix) – serie TV, episodio 1x10 (2003)
- CSI: NY – serie TV, episodio 1x06 (2004)
- Dr. House - Medical Division (House M.D.) – serie TV, episodio 1x13 (2005)
- Carnivàle – serie TV, 16 episodi (2003-2005)
- The Dead Zone – serie TV, episodio 4x04 (2005)
- Alias – serie TV, episodi 5x05-5x09 (2005)
- Revelations – miniserie TV, episodi 4-5 (2005)
- 24 – serie TV, 2 episodi (2006)
- Mystère – serie TV, 12 episodi (2007)
- Castle – serie TV, episodio 1x07 (2009)

## Doppiatori italiani
Nelle versioni in italiano delle opere in cui ha recitato, Patrick Bauchau è stato doppiato da:
- Franco Zucca in Mystère, Castle
- Cesare Barbetti in Phenomena
- Nando Gazzolo in 007 - Bersaglio mobile
- Gianfranco Gamba in OP Center
- Paolo Marchese in Carnivàle
- Oliviero Dinelli in CSI: NY
- Pietro Biondi in Dr. House  - Medical Division
- Jacques Stany in Alias
- Sergio Graziani in Revelations
- Bruno Alessandro in 24
- Mario Cordova in Burn Notice - Duro a morire

Ne I magi randagi, invece, recita con la sua voce in italiano.